# L'avvocato del diavolo (romanzo)
L'Avvocato del diavolo (The Devil's Advocate) è un romanzo di Morris West, pubblicato in Inghilterra nel 1959. Tradotto in 24 lingue, in Italia il libro uscì nel 1961, nella traduzione di Paolo C. Gajani.
Il libro nel 1959 ha meritato il James Tait Black Memorial Prize, mentre nel 1960 è stato tra i finalisti del National Book Award per la narrativa.

## Ambientazione
Il romanzo si svolge nel 1959, con molti flashback nel 1943-1944. I fatti narrati hanno luogo in Calabria, in una zona montuosa con due paesini denominati Gemelli dei Monti, oppure Gemello Maggiore e Gemello Minore. La condizione dei personaggi è di estrema povertà e deprivazione; ancora nel 1959 i ragazzi del luogo non hanno una scuola da frequentare e gli adulti trascinano le giornate in balia delle circostanze, favorevoli o avverse. Si allude in modo esplicito alla situazione politica, dominata dalla Democrazia Cristiana, alleata con il clero. Altrettanto minuziosi sono i riferimenti alla scena politica del 1944, anno in cui la zona fu teatro dell'avanzata delle truppe alleate anglo-americane, della formazione in loco di unità della Resistenza partigiana e della ritirata di fascisti e tedeschi, con le conseguenti turbolenze.

## Trama
Monsignor Blaise Meredith è un prelato inglese che vive a Roma, addetto a un ufficio; la sua vita è senza scosse. Fino al giorno in cui apprende di avere un carcinoma che lo porterà a morte certa e in breve tempo. Proprio allora, il suo superiore lo invia in Calabria, da dove proviene la richiesta di beatificare un certo Giacomo Nerone. Meredith dovrà sostenere il ruolo dell'avvocato del diavolo, ossia della parte avversa. Il religioso accetta, nonostante le precarie condizioni di salute.
Dapprima si presenta al Vescovo Aurelio, uomo obiettivo, ma anche assai caritatevole nel giudicare. I luoghi dove operò Giacomo Nerone sono molto depressi da povertà, ignoranza e residui di paganesimo; il sacerdote della piccola comunità è lui stesso un prete che fa vita scandalosa e ha avuto alcuni richiami. Ma il vescovo non vuole rimuovere il povero prete dall'incarico, pensando che lo getterebbe nella disperazione, e confida nell'aiuto che Meredith gli potrà dare.
Così il prelato arriva in un piccolo paese, dove tuttavia la gente si è finora rifiutata di rendere testimonianza sulla questione di Nerone. Subito Meredith viene ospitato dalla Contessa de Sanctis, donna straricca e molto turbata; avendo come complice un pittore, anch'egli inglese, la donna vorrebbe manovrare Meredith. Come se ciò non bastasse, i due tramano per sedurre e vincolare a loro il quindicenne Paolo Sanduzzi (che già frequenta il pittore e gli fa da modello), desiderandolo entrambi, l'uno in quanto omosessuale, l'altra perché frustrata nella maternità e, a suo tempo, respinta da Nerone.
Blaise Meredith ha ogni motivo di paventare un insuccesso e il suo incontro con padre Anselmo sembra confermare l'ipotesi, perché il furbo prete raggira il monsignore con facilità e non gli confida nulla. Ma altri due importantissimi testimoni, il medico Aldo Meyer e la sua aiutante, Nina Sanduzzi, decidono finalmente di parlare e di fargli avere le poche carte lasciate da Giacomo Nerone.
Costui era un inglese arrivato in paese dopo aver disertato. Iniziò un'opera di solidarietà con i paesani e li organizzò per superare l'inverno e le estorsioni delle varie truppe di passaggio. Nel frattempo, innamorato di Nina Sanduzzi, una giovane vedova, concepirono un figlio. Quando il bimbo nacque era cieco, ma Nerone, gettatosi in preghiera, aveva detto alla madre che al momento giusto il piccolo avrebbe visto come tutti gli altri, cosa che avvenne puntualmente.
Però Giacomo Nerone aveva i giorni contati. Stabilitasi nella zona un'unità partigiana, comandata da certo Lupo, Nerone venne processato in modo illegale come collaborazionista dei tedeschi e condannato a morte. Furono in qualche modo complici del delitto sia l'amico Meyer (unitosi ai partigiani), sia padre Anselmo (che rifiutò la confessione a Nerone), sia la contessa, che non accolse la richiesta di aiutare Nina e il neonato Paolo (o meglio, pretese di farlo solo se il piccolo le veniva ceduto). Quanto agli altri del paese, assistettero all'esecuzione e nessuno mosse un dito. Solo Nina non tradì in alcun modo il suo uomo, presenziando all'esecuzione e poi raccogliendone il corpo. Da quel momento tutti la chiamarono in modo ingiurioso al solo scopo di affogare nella cattiveria la cattiva coscienza.
Ma tutto ciò può fare di Giacomo Nerone un uomo di Dio, oppure un santo? La risposta sta nelle sue carte, dalle quali emerge un anelito irresistibile all'unione con Dio, che ha guidato ogni azione della sua permanenza a Gemello Minore; e sta anche nella testimonianza di Meyer che, assistendo al processo, udì Giacomo sostenere che la verità era nella causa del Cristo, non nelle azioni dei partigiani, i quali portavano al popolo solo vendetta, anziché amore. Perciò, se non proprio la santità, il martirio eroico spetta senz'altro a Giacomo Nerone.
A questo punto vengono meno anche le trame della contessa e del pittore. La donna trova la forza di confidarsi con Meredith e di accettarne i consigli. Non così Black che si vede scaricato e deluso nelle sue ambizioni e decide di togliersi la vita. Egli va ad impiccarsi allo stesso albero d'ulivo che vide il martirio di Nerone e Meredith, che si sente responsabile di avergli mosso dei rimproveri, lo raggiunge, ma stramazza al suolo, a sua volta in fin di vita.
Portato in casa della contessa, Blaise Meredith può congedarsi dalla vita assistito da tutti i superstiti (Meyer, Nina, padre Anselmo e il vescovo Aurelio chiamato d'urgenza). L'operato di Giacomo Nerone ha dato pochi frutti, ma tutti molto ricchi; l'operato di Meredith, pur nella sua imperfezione, vivrà in altri frutti della fede, della speranza e dell'amore.

## Personaggi
- Monsignor Blaise Meredith - inglese, prelato inviato in Calabria per istruire un processo di canonizzazione, con ruolo di parte avversa, ossia Avvocato del diavolo;
- Vescovo Aurelio - uomo illuminato che aiuta Meredith a compenetrare i problemi del difficile caso. La sua sede vescovile è a Valenta, città non meglio precisata della Calabria;
- Giacomo Nerone - assassinato nel 1944, dopo che aveva molto beneficato la popolazione, è ritenuto un santo e per lui ha luogo l'indagine di Meredith;
- Aldo Meyer - medico ebreo, al confino dall'epoca fascista in Calabria, vi è poi rimasto. Amico di Nerone, ha un ruolo di testimone-chiave;
- Nina Sanduzzi - innamorata di Nerone, ha avuto un figlio da lui. Analfabeta, ha tuttavia un'intelligenza spiccata e una memoria perfetta dei fatti trascorsi;
- Paolo Sanduzzi - Figlio quindicenne di Nina e di Nerone;
- Padre Anselmo - prete di Gemello Minore, vive in stato di concubinaggio con la sua domestica e, pur essendo un altro testimone prezioso, è sprofondato fino alla disperazione nella sua vita di pubblico scandalo;
- Contessa Ann Louise de Sanctis - inglese, ricchissima proprietaria dell'intero paesino, si comporta come una feudataria d'altri tempi;
- Nicholas Black - inglese, pittore, personaggio affetto da menomazioni congenite, omosessuale;

## Opere derivate
Nel 1977 è stato realizzato il film L'avvocato del diavolo  (Des Teufels Advokat), con John Mills (Monsignor Blaise Meredith), Stéphane Audran Ann, Contessa de Sanctis, Jason Miller (Aldo Meyer), Paola Pitagora (Nina Sanduzzi), Daniel Massey (Black), musica di Bert Grund; regia di Guy Green.

## Edizioni in italiano
- Morris L. West, L'avvocato del diavolo, trad. di Paolo C. Gajani, ed. Mondadori, Milano 1961;